# جويس هوارد
جويس هوارد (بالإنجليزية: Joyce Howard)‏ ممثلة بريطانية (وحملت سابقاً جنسية المملكة المتحدة لبريطانيا العظمى وأيرلندا)، ولدت في 22 فبراير 1922 بلندن في المملكة المتحدة، وتوفيت في 23 نوفمبر 2010 بسانتا مونيكا في الولايات المتحدة بسبب مرض.

## أعمال

### أفلام
- (1943) الجنس اللطيف

## وصلات خارجية
- جويس هوارد على موقع IMDb (الإنجليزية)
- جويس هوارد على موقع ألو سيني (الفرنسية)
- جويس هوارد على موقع أول موفي (الإنجليزية)
- جويس هوارد على موقع قاعدة بيانات الفيلم (الإنجليزية)
- جويس هوارد على موقع كينوبويسك (الروسية)